# Coupe des vainqueurs de coupe de la CONCACAF 1994
Navigation
Édition précédente Édition suivante
La Coupe des vainqueurs de coupe de la CONCACAF 1994 est la troisième édition de cette compétition organisée par la CONCACAF. Elle est remportée par le club mexicain du Club Necaxa.

## Tableau final
|  | Quarts de finale                | Quarts de finale                | Quarts de finale                | Quarts de finale                |           |           | Demi-finales          | Demi-finales          | Demi-finales                  | Demi-finales                  |                               |                               | Finale                 | Finale                 | Finale                 | Finale                 |
|  |                                 |                                 |                                 |                                 |           |           |                       |                       |                               |                               |                               |                               |                        |                        |                        |                        |
|  | 21 novembre et 12 décembre 1993 | 21 novembre et 12 décembre 1993 | 21 novembre et 12 décembre 1993 | 21 novembre et 12 décembre 1993 |           |           | 2 février 1994, Miami | 2 février 1994, Miami | 2 février 1994, Miami         | 2 février 1994, Miami         |                               |                               | 4 décembre 1994, Miami | 4 décembre 1994, Miami | 4 décembre 1994, Miami | 4 décembre 1994, Miami |
|  | 21 novembre et 12 décembre 1993 | 21 novembre et 12 décembre 1993 | 21 novembre et 12 décembre 1993 | 21 novembre et 12 décembre 1993 |           |           | 2 février 1994, Miami | 2 février 1994, Miami | 2 février 1994, Miami         | 2 février 1994, Miami         |                               |                               | 4 décembre 1994, Miami | 4 décembre 1994, Miami | 4 décembre 1994, Miami | 4 décembre 1994, Miami |
|  | Aurora FC                       | Aurora FC                       | 2                               | 1                               |           |           | 2 février 1994, Miami | 2 février 1994, Miami | 2 février 1994, Miami         | 2 février 1994, Miami         |                               |                               | 4 décembre 1994, Miami | 4 décembre 1994, Miami | 4 décembre 1994, Miami | 4 décembre 1994, Miami |
|  | Aurora FC                       | Aurora FC                       | 2                               | 1                               |           |           | 2 février 1994, Miami | 2 février 1994, Miami | 2 février 1994, Miami         | 2 février 1994, Miami         |                               |                               | 4 décembre 1994, Miami | 4 décembre 1994, Miami | 4 décembre 1994, Miami | 4 décembre 1994, Miami |
|  | Atlético Marte                  | Atlético Marte                  | 0                               | 2                               |           |           | 2 février 1994, Miami | 2 février 1994, Miami | 2 février 1994, Miami         | 2 février 1994, Miami         |                               |                               | 4 décembre 1994, Miami | 4 décembre 1994, Miami | 4 décembre 1994, Miami | 4 décembre 1994, Miami |
|  | Atlético Marte                  | Atlético Marte                  | 0                               | 2                               | Aurora FC | Aurora FC | 2                     | 2                     |                               |                               |                               |                               | 4 décembre 1994, Miami | 4 décembre 1994, Miami | 4 décembre 1994, Miami | 4 décembre 1994, Miami |
|  | 28 novembre et 4 décembre 1993  |                                 |                                 |                                 | Aurora FC | Aurora FC | 2                     | 2                     |                               |                               |                               |                               | 4 décembre 1994, Miami | 4 décembre 1994, Miami | 4 décembre 1994, Miami | 4 décembre 1994, Miami |
|  |                                 |                                 | Real Maya                       | Real Maya                       | 1         | 1         |                       |                       |                               |                               |                               |                               | 4 décembre 1994, Miami | 4 décembre 1994, Miami | 4 décembre 1994, Miami | 4 décembre 1994, Miami |
|  | Diriangén FC                    | Diriangén FC                    | Real Maya                       | Real Maya                       | 1         | 1         | 0                     | 0                     |                               |                               |                               |                               | 4 décembre 1994, Miami | 4 décembre 1994, Miami | 4 décembre 1994, Miami | 4 décembre 1994, Miami |
|  | Diriangén FC                    | Diriangén FC                    | 2 février 1994, Miami           |                                 |           |           | 0                     | 0                     |                               |                               |                               |                               | 4 décembre 1994, Miami | 4 décembre 1994, Miami | 4 décembre 1994, Miami | 4 décembre 1994, Miami |
|  | Real Maya                       | Real Maya                       | 1                               | 2                               |           |           |                       |                       |                               |                               |                               |                               | 4 décembre 1994, Miami | 4 décembre 1994, Miami | 4 décembre 1994, Miami | 4 décembre 1994, Miami |
|  | Real Maya                       | Real Maya                       | 1                               | 2                               | Aurora FC | Aurora FC | 0                     | 0                     |                               |                               |                               |                               |                        |                        |                        |                        |
|  | 2 et 9 février 1994             |                                 |                                 |                                 | Aurora FC | Aurora FC | 0                     | 0                     |                               |                               |                               |                               |                        |                        |                        |                        |
|  |                                 |                                 | Club Necaxa                     | Club Necaxa                     | 3         | 3         |                       |                       |                               |                               |                               |                               |                        |                        |                        |                        |
|  | Lambada                         | Lambada                         | Club Necaxa                     | Club Necaxa                     | 3         | 3         | 3                     | 1                     |                               |                               |                               |                               |                        |                        |                        |                        |
|  | Lambada                         | Lambada                         |                                 |                                 |           |           |                       |                       |                               |                               |                               |                               |                        |                        |                        |                        |
|  | Olympique Morne à-l'Eau         | Olympique Morne à-l'Eau         | 0                               | 0                               |           |           |                       |                       |                               |                               |                               |                               |                        |                        |                        |                        |
|  | Olympique Morne à-l'Eau         | Olympique Morne à-l'Eau         | 0                               | 0                               | Lambada   | Lambada   | 1                     | 1                     | Match pour la troisième place | Match pour la troisième place | Match pour la troisième place | Match pour la troisième place |                        |                        |                        |                        |
|  | 1er mars 1994                   |                                 |                                 |                                 | Lambada   | Lambada   | 1                     | 1                     | Match pour la troisième place | Match pour la troisième place | Match pour la troisième place | Match pour la troisième place |                        |                        |                        |                        |
|  |                                 |                                 | Club Necaxa                     | Club Necaxa                     | 4         | 4         |                       |                       | 4 décembre 1994, Miami        | 4 décembre 1994, Miami        | 4 décembre 1994, Miami        | 4 décembre 1994, Miami        |                        |                        |                        |                        |
|  | CD México                       | CD México                       | Club Necaxa                     | Club Necaxa                     | 4         | 4         | 1                     | -                     | 4 décembre 1994, Miami        | 4 décembre 1994, Miami        | 4 décembre 1994, Miami        | 4 décembre 1994, Miami        |                        |                        |                        |                        |
|  | CD México                       | CD México                       |                                 |                                 |           |           |                       | -                     |                               |                               | Lambada                       | Lambada                       | 0                      | 0                      |                        |                        |
|  | Club Necaxa                     | Club Necaxa                     | 5                               | -                               |           |           |                       |                       |                               |                               | Lambada                       | Lambada                       | 0                      | 0                      |                        |                        |
|  | Club Necaxa                     | Club Necaxa                     | 5                               | -                               | Real Maya | Real Maya | 1                     | 1                     |                               |                               |                               |                               |                        |                        |                        |                        |
|  |                                 |                                 |                                 |                                 |           |           |                       |                       |                               |                               |                               |                               |                        |                        |                        |                        |